# San Jose, Occidental Mindoro
San Jose là một đô thị hạng 1 ở tỉnh Occidental Mindoro, Philippines. Theo điều tra dân số năm 2000, đô thị này có dân số 111,009 người trong 22,464 hộ.
San Jose là hải cảng chính của tỉnh. 

## Các đơn vị hành chính
San Jose được chia thành 38 barangays
| - Ambulong - Ansiray - Bagong Sikat - Bangkal - Barangay 1 (Pob.) - Barangay 2 (Pob.) - Barangay 3 (Pob.) - Barangay 4 (Pob.) - Barangay 5 (Pob.) - Barangay 6 (Pob.) - Barangay 7 (Pob.) - Barangay 8 (Pob.) - Batasan | - Bayotbot - Bubog - Buri - Camburay - Caminawit - Catayungan - Central - Ilin Proper - Inasakan - Ipil - La Curva - Labangan Iling - Labangan Poblacion | - Mabini - Magbay - Mangarin - Mapaya - Murtha - Monte Claro - Natandol - Pag-Asa - Pawican - San Agustin - San Isidro - San Roque 1 and 2 |